# Sinisteroffia scrippsi
Sinisteroffia scrippsi är en ryggsträngsdjursart som beskrevs av Takasi Tokioka 1957. Sinisteroffia scrippsi ingår i släktet Sinisteroffia och familjen lysgroddar. Inga underarter finns listade i Catalogue of Life.